# Пуљијанела (Лука)
Пуљијанела је насеље у Италији у округу Лука, региону Тоскана.
Према процени из 2011. у насељу је живело 105 становника. Насеље се налази на надморској висини од 662 м.